# Every Dream Has Its Price (Tag)
Every Dream Has Its Price (Tag) is de derde aflevering van het eerste seizoen van het tienerdrama Beverly Hills, 90210, die voor het eerst werd uitgezonden op 18 oktober 1990.

## Verhaal
Brandon is op zoek naar een bijbaantje en vindt deze in een duur en hoogstaand restaurant. Hij besluit acties te ondernemen als hij al snel ontdekt dat zijn baas iedereen laat overwerken en onder het minimumsalaris betaalt.
Hij stopt met zijn baan en krijgt een baan bij de Peach Pit Diner. Ondertussen raakt Brenda in de problemen als ze met Tiffany begint om te gaan. Als Tiffany in een winkel iets steelt, wordt ze betrapt en neemt Brenda met zich mee ten onder.
Cindy denkt dat het huishouden een stuk simpeler wordt als ze huishoudster Anna inhuurt. Het tegenovergestelde blijkt echter.

## Rolverdeling
- Jason Priestley - Brandon Walsh
- Shannen Doherty - Brenda Walsh
- Jennie Garth - Kelly Taylor
- Ian Ziering - Steve Sanders
- Gabrielle Carteris - Andrea Zuckerman
- Luke Perry - Dylan McKay
- Brian Austin Green - David Silver
- Carol Potter - Cindy Walsh
- James Eckhouse - Jim Walsh
- Joe E. Tata - Nat Bussichio
- Noelle Parker - Tiffany Morgan
- Luisa Leschin - Anna Rodriguez
- Valerie Landsburg - Cathy Gerson
- Jennifer Blanc - Janet
- Nancy Paul - Miss Rye